# Sankt Margareten im Rosental
Sankt Margareten im Rosental (fino al 1902 Sankt Margareten, fino al 1957 Sankt Margarethen im Rosenthale) è un comune austriaco di 1 068 abitanti nel distretto di Klagenfurt-Land, in Carinzia.